# Spiritual Healing
Spiritual Healing ist das dritte Studioalbum der US-amerikanischen Death-Metal-Band Death. Es ist das letzte Album der Band mit einem Cover von Ed Repka.

## Hintergrund
Gründungsmitglied Rick Rozz (E-Gitarre) wurde durch James Murphy ersetzt. Eric Greif, der damalige Manager der Band, spielt beim Titellied Spiritual Healing Keyboard. Chuck Schuldiner benutzte das Haupt-Riff des Stücks Legion of Doom, welches auf der 1983 aufgenommenen Demo Death by Metal zu finden ist, im Titellied Spiritual Healing.
Die Bandmitglieder blieben in einem Motelzimmer nahe bei den Busch Gardens in Florida, um in sechs Wochen gemeinsam mit Scott Burns das Album aufzunehmen und abzumischen. Bassist Terry Butler und Schlagzeuger Bill Andrews jedoch verließen die Band häufig und gingen nach Hause, da sie in der Nähe des Motels wohnten.
Schuldiner hat nach eigenen Aussagen wie schon beim Vorgängeralbum Leprosy die Bassspuren selbst eingespielt.
Spiritual Healing ist das letzte Death-Album, bei dem Schlagzeuger Bill Andrews, Gitarrist James Murphy und Bassist Terry Butler mitwirkten, denn Schuldiner ersetzte sie 1991 durch neue Musiker, da sie sich ohne seine Zustimmung nach der Veröffentlichung des Albums mit einem Gastsänger auf Europatournee begaben.

## Musikstil und Texte
Auf Spiritual Healing hatte die Band ihre „total charakteristische Mischung aus brutalem Death Metal, deutlichen Progressive-Einschüben und traditioneller Heavy-Metal-Attitüde“ gefunden. Die Liedtexte handeln nicht mehr von Gewalt, sondern fallen gesellschaftskritisch aus und behandeln Streitpunkte wie Abtreibung.

## Titelliste
1. Living Monstrosity – 5:08
2. Altering the Future – 5:34
3. Defensive Personalities – 4:45
4. Within the Mind – 5:34
5. Spiritual Healing – 7:44
6. Low Life – 5:23
7. Genetic Reconstruction – 4:52
8. Killing Spree – 4:16